# إدوارد نويز وستكوت
إدوارد نويز وستكوت (بالإنجليزية: Edward Noyes Westcott) (27 سبتمبر 1846 - 31 مارس 1898)؛ كاتب وروائي أمريكي.

## روابط خارجية
- إدوارد نويز وستكوت على موقع الموسوعة البريطانية (الإنجليزية)
- إدوارد نويز وستكوت على موقع قاعدة بيانات برودواي على الإنترنت (الإنجليزية)
- إدوارد نويز وستكوت على موقع إن إن دي بي (الإنجليزية)